# Sentier littoral Nord
Le sentier littoral Nord, ou simplement sentier du Littoral, est un sentier de randonnée de l'île de La Réunion, département et région d'outre-mer français dans le sud-ouest de l'océan Indien. Long de vingt-et-un kilomètres, il suit la côte nord de l'île en reliant les quartiers du Barachois et de Village Desprez, respectivement situés sur le front de mer des communes de Saint-Denis et Sainte-Suzanne. Ce faisant, il traverse Sainte-Marie, où l'aéroport de La Réunion-Roland-Garros l'éloigne un temps du bord de l'océan.